# Yūko Minaguchi
Yūko Minaguchi  (皆口 裕子?, Minaguchi Yūko), il cui vero nome è Tomoko Minaguchi (水口 知子?) (Tokyo, 26 giugno 1966) è una doppiatrice giapponese. Lavora per Aoni Production.

## Ruoli principali
- Lucilla in Principessa dai capelli blu
- Yumi in Blue Sonnet
- Yawara Inokuma e Kaneko Inokuma in Yawara! - Jenny la ragazza del judo
- Misako in Here is Greenwood
- Ayumi Oikawa in Gokinjo Monogatari
- Hotaru Tomoe/Sailor Saturn in Sailor Moon S e Sailor Moon Sailor Stars
- Pan e Videl in Dragon Ball GT e Dragon Ball Z
- Hinoto in X
- Tifa Lockhart in Ehrgeiz
- Nadeshiko Kinomoto in Card Captor Sakura
- Roxanne in Alexander - Cronache di guerra di Alessandro il Grande
- Kaede in Betterman
- Yaone in Saiyuki
- Marie Hayakawa in Final Fantasy: Unlimited
- Madre di Saga in Little Snow Fairy Sugar
- Illumina in Sonic Shuffle
- Farah in Tales of Eternia
- Akiko Minase in Kanon
- Yurika Menou in Final Approach
- Principessa Grace in Twin Princess - Principesse gemelle
- Yukariko Sanzen'in in Hayate no gotoku!
- Kōko Ibuki in Clannad
- Kino in MapleStory
- Mizushima Hisoka in Tokimeki Memorial Girl's Side: 2nd Kiss
- Tsurara Shirayuki in Rosario + Vampire
- Xenia Grania Bilseia in Super Robot Wars
- Flora in Yes! Pretty Cure 5 GoGo!
- Menou Sakura in Rekka no honō
- Miki Kozuki in UFO Baby
- Sawawa Hiyorimi in Princess Resurrection
- Ringo in Kyashan Sins
- Shiori Yoshioka in Root Letter
- Portuguese D. Rouge in One Piece
- Tavia in Gunbird 2
- Tifa Lockhart in Ehrgeiz: God Bless the Ring (versione PS1)
- Shizuka in Crimson Tears
- Claudia in Romancing SaGa
- Momiji nella serie di Ninja Gaiden e Dead or Alive
- Pamela e Lefisa in Klonoa (videogioco 2008)
- Tweyen in Granblue Fantasy, BlazBlue Alternative: Dark War e Granblue Fantasy: Relink
- Ayumi Tachibana in Famicom Detective Club: The Girl Who Stands Behind, Famicom Detective Club: The Missing Heir e Emio – L'uomo che sorride: Famicom Detective Club
- Principessa Nemona e vari mostri in Dragon Quest Treasures
- Ariel in Dragon Quest III HD-2D Remake

## Doppiatrici italiane
- Emanuela Pacotto in Curiosando nei cortili del cuore
- Cinzia Massironi in Dragon Ball Z, Dragon Ball GT e Dragon Ball Super
- Federica Valenti in Dragon Ball GT
- Valentina Pallavicino in Dragon Ball Super
- Giuliana Atepi in One Piece
- Lorella De Luca in Twin Princess - Principesse gemelle
- Giulia Franzoso in Sailor Moon
- Daniela Calò in Yes! Pretty Cure 5 GoGo!
- Adriana Libretti in La principessa dai capelli blu
- Renata Bertolas in Yawara! - Jenny la ragazza del judo